# 최고의 커플
《최고의 커플》(最佳情侣)은 2016년 방송되었던 중국의 드라마이다.

## 줄거리
한국의 가상 커플 예능 프로그램을 통해 만나 서로 사랑하게 된 두 스타들의 이야기를 그린 드라마

## 등장 인물
- 이다해 - 엽환영 역
- 조미 - 옌시청 역
- 박광현 - 장영건 역
- 왕추자 (王秋紫) - 바오지아렌 역
- 김서라 - 쉬리 역
- 박정학 - 엽천상 역
- 김효진 - 엽환영의 메니저 역
- 정지순 - 렌싱 역
- 강태환 - 비성 역
- 이수련 - 신나영 역
- 가정우 (贾征宇) - 차이딩 역
- 전진기 - 채일재 역